# Ü̃
Ü̃ (minuscule : ü̃), appelé U tréma tilde, est une lettre latine utilisée dans l’écriture du belanda viri au Soudan du Sud, du sikuani et du yaruro au Venezuela, du ticuna au Pérou.
Elle est formée de la lettre U avec un tréma suscrit et un tilde.

## Utilisation
En belanda viri, le u tréma tilde représente une voyelle fermée postérieure arrondie avec un ton bas [u꜖]. Par exemple dans le mot dü̃gü̃rü̃, « trou profond ».
En sikuani et ticuna, le u tréma tilde représente une voyelle fermée centrale non arrondie nasalisée [ɨ̃].
En yaruro,, le u tréma tilde représente une voyelle fermée postérieure non arrondie nasalisée [ɯ̃].

## Représentations informatiques
Le U tréma tilde peut être représenté avec les caractères Unicode suivants : 
- précomposé (Latin étendu additionnel) :

| formes    | représentations | chaînes de caractères | points de code | descriptions                                      |
| --------- | --------------- | --------------------- | -------------- | ------------------------------------------------- |
| capitale  | Ü̃               | Ü◌̃                    | U+00DC U+0303  | lettre majuscule latine u tréma diacritique tilde |
| minuscule | ü̃               | ü◌̃                    | U+00FC U+0303  | lettre minuscule latine u tréma diacritique tilde |

- décomposé (latin de base, diacritiques) :

| formes    | représentations | chaînes de caractères | points de code       | descriptions                                                  |
| --------- | --------------- | --------------------- | -------------------- | ------------------------------------------------------------- |
| capitale  | Ü̃               | U◌̈◌̃                   | U+0055 U+0308 U+0303 | lettre majuscule latine u diacritique tréma diacritique tilde |
| minuscule | ü̃               | u◌̈◌̃                   | U+0075 U+0308 U+0303 | lettre minuscule latine u diacritique tréma diacritique tilde |